# Los Asmoles
Los Asmoles är en ort i Mexiko.   Den ligger i kommunen Tonaya och delstaten Jalisco, i den södra delen av landet, 500 km väster om huvudstaden Mexico City. Los Asmoles ligger 1 204 meter över havet och antalet invånare är 207.
Terrängen runt Los Asmoles är huvudsakligen kuperad, men åt nordost är den bergig. Runt Los Asmoles är det ganska glesbefolkat, med 28 invånare per kvadratkilometer. Närmaste större samhälle är San Gabriel, 17,9 km sydväst om Los Asmoles. I omgivningarna runt Los Asmoles växer huvudsakligen savannskog.